# عمر كوسوكو
عمر كوسوكو (بالفرنسية: Omar Kossoko) (مواليد 10 مارس 1988) لاعب كرة قدم فرنسي يجيد اللعب في الوسط .

## روابط خارجية
- عمر كوسوكو على موقع قاعدة بيانات كرة القدم.إي يو (الإنجليزية)
- عمر كوسوكو على موقع Soccerway.com (الإنجليزية)